# El archipiélago en llamas
El archipiélago en llamas (L’Archipel en feu) es una novela de Julio Verne que se prepublicó en Le Temps del 29 de junio al 3 de agosto de 1884 y se publicó como libro el 14 de agosto del mismo año.

## Argumento
Teniendo como fondo la guerra de independencia de Grecia, un barco pirata comandado por el terrible Sacratif se dedica a vender prisioneros griegos como esclavos en Trípoli. 
Un banquero de Corfú, Elizundo, se ha hecho rico gracias a la piratería. Queriendo dejar a su hermosa hija casada con un hombre de bien, pacta el matrimonio con un soldado francés. Sin embargo, los viejos negocios del banquero con los piratas obligarán a cancelar la boda.

## Personajes
- Henry d’Albaret
- Nicolás Starkos
- Andrónika Starkos
- El Sr. Elizundo
- Hadjine Elizundo
- Xaris

## Lista de capítulos
- I Buque a la vista.
- II Frente a frente.
- III Griegos contra turcos.
- IV La triste morada de un rico.
- V La costa de Mesenia.
- VI ¡Abajo los piratas del archipiélago!
- VII Lo inesperado.
- VIII Veinte millas en juego.
- IX El archipiélago en llamas.
- X Campaña en el archipiélago.
- XI Señales sin respuesta.
- XII Una subasta en Scarpanto.
- XIII A bordo de la Syphanta.
- XIV Sacratif.
- XV Desenlace.